# Katedrála Nanebevzetí Panny Marie (Cremona)
Katedrála Nanebevzetí Panny Marie v Cremoně (italsky Duomo di Cremona) je původně románský chrám v italské Cremoně. Je sídlem cremonského biskupa a hlavním římskokatolickým kostelem města. Je zasvěcena Nanebevzetí panny Marie. Její zvonicí je známá věž Torrazzo, symbol města a nejvyšší historická věž v Itálii. Je k ní připojena další významná historická památka – cremonské baptisterium.

## Historie
Původně byla postavena v románském slohu, poté byla restaurována a doplněna gotickými, renesančními a barokními architektonickými prvky. Výstavba začala roku 1107, ale práce byly zastaveny po zemětřesení roku 1117. Práce pokračovaly po roce 1129, a stavba byla pravděpodobně dokončena v letech 1160-1170. Hlavní oltář, zasvěcený městskému patronovi sv. Archelauovi a sv. Ireneriovi, byl vysvěcen roku 1196. Současná fasáda byla pravděpodobně postavena ve 13. až 14. století. V téže době byl přistavěn transept: severní roku 1288 a jižní roku 1348.

## Exteriér

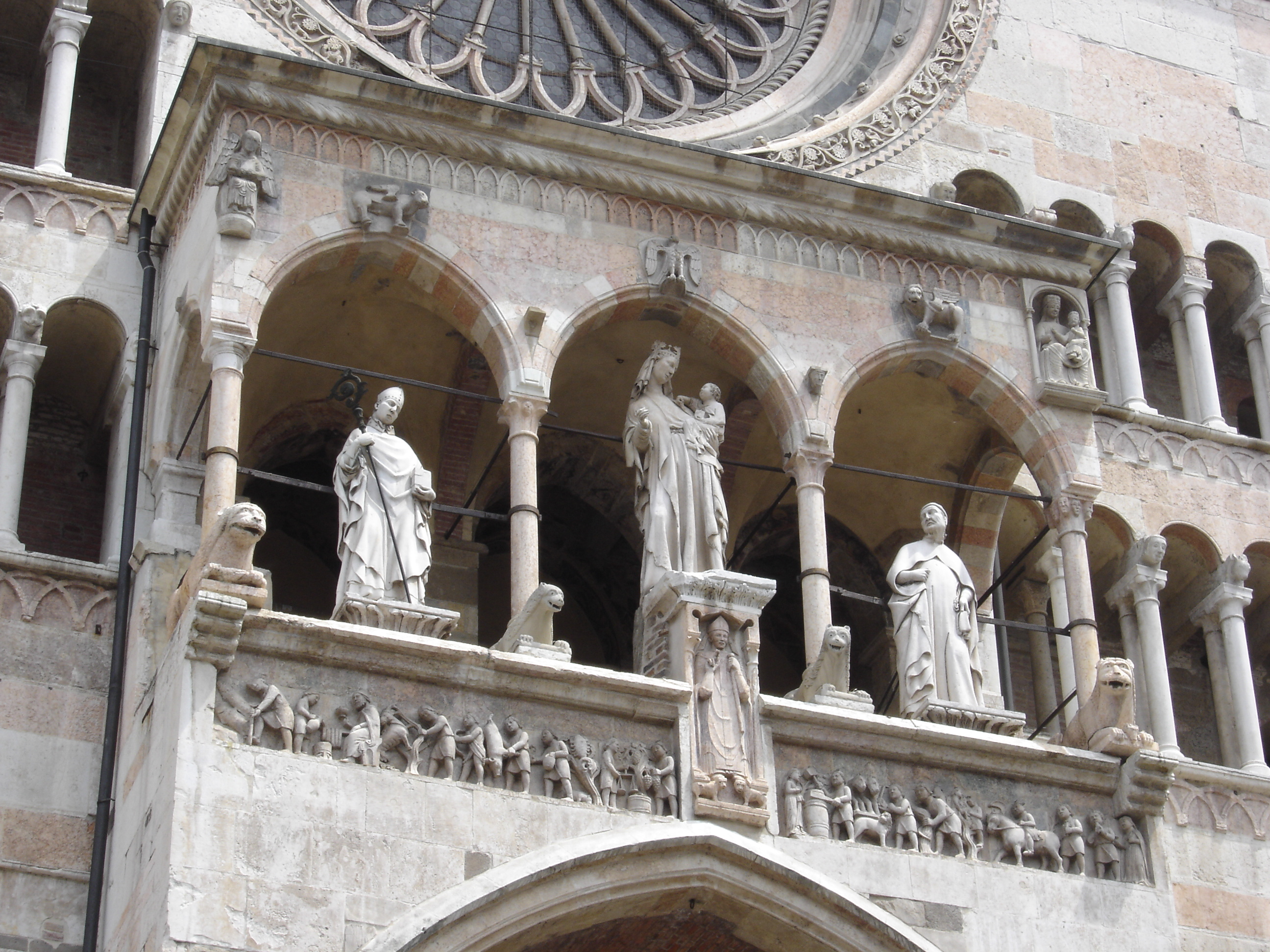
Horní lodžie

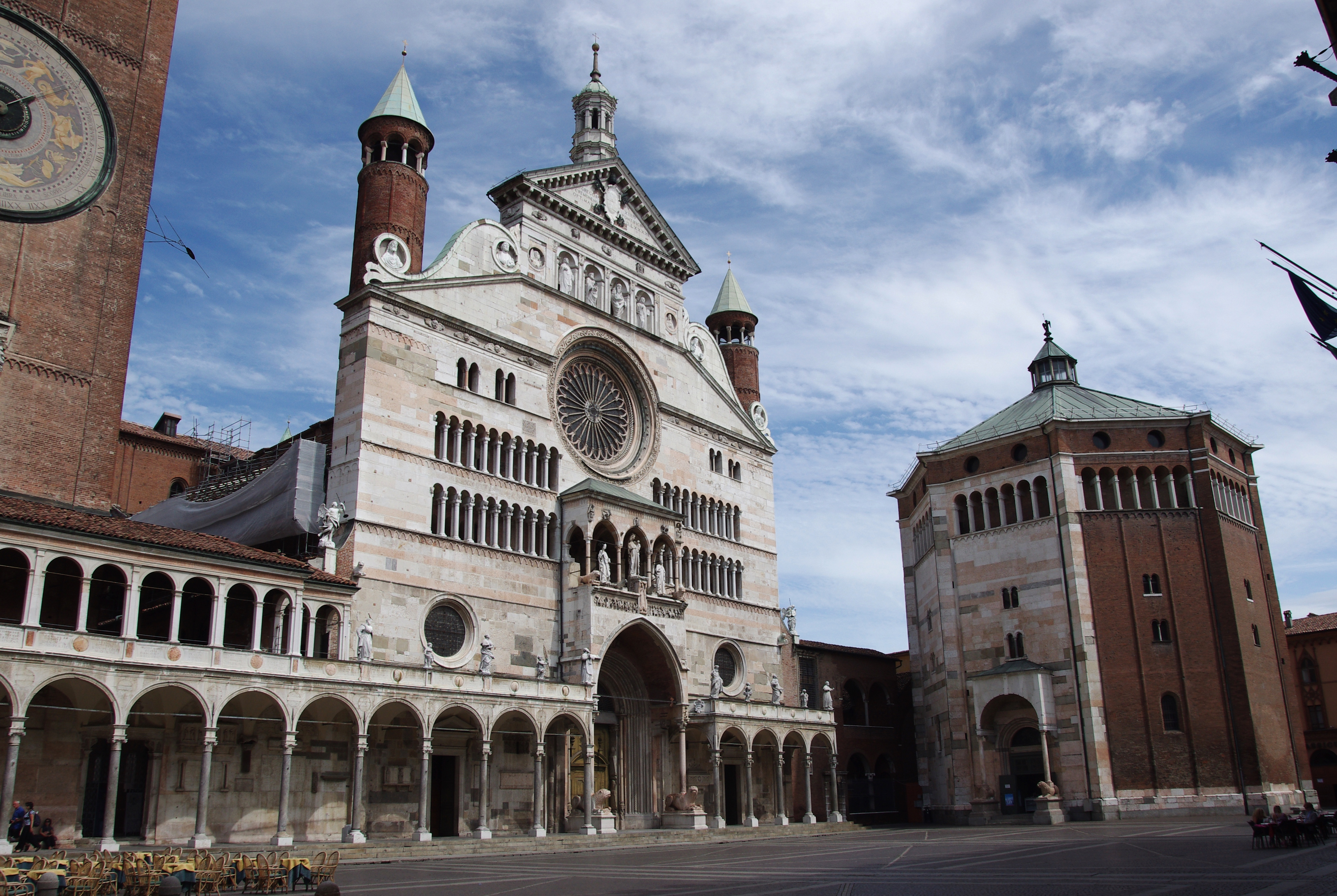
Cremonská katedrála a baptisterium

Hlavní fasáda společně s baptisteriem je jedinečnou ukázkou románského evropského umění. Uprostřed je portikus se vstupním prostorem, ke kterému byla roku 1491 přidána renesanční lodžie se třemi výklenky. Ta je překlenuta velkým rozetovým oknem lemovaným dvěma řadami malých loggette. Portál je pravděpodobně z počátku 12. století Na jedné straně jsou sochy čtyř proroků. Narthex byl vytvořen Campionem v následujícím století: začlenil starší cimbuří na kterém jsou zobrazeny práce během celého roku (z konce 12. století inspirované baptisteriem v Parmě); čtyři sochy na horní lodžii, zobrazující Madonu s dítětem a dva biskupy, jsou Toskánská škola (1310). Sloupy narthexu stojí na dvou lvech z veronského mramoru. Na fasádě jsou také dva náhrobky: jeden je Bonina da Campione. Fasáda severního transeptu (konec 13. století) má také narthex a sloupy se lvy. Fasáda jižního transeptu je datována kolem 1342, a je tvořena cihlovou zdí, typickou pro lombardskou gotickou architekturu. Tři apsidy jsou překlenuty lodžiemi s malými sloupky, zdobenými lidskými tvářemi.

## Interiér

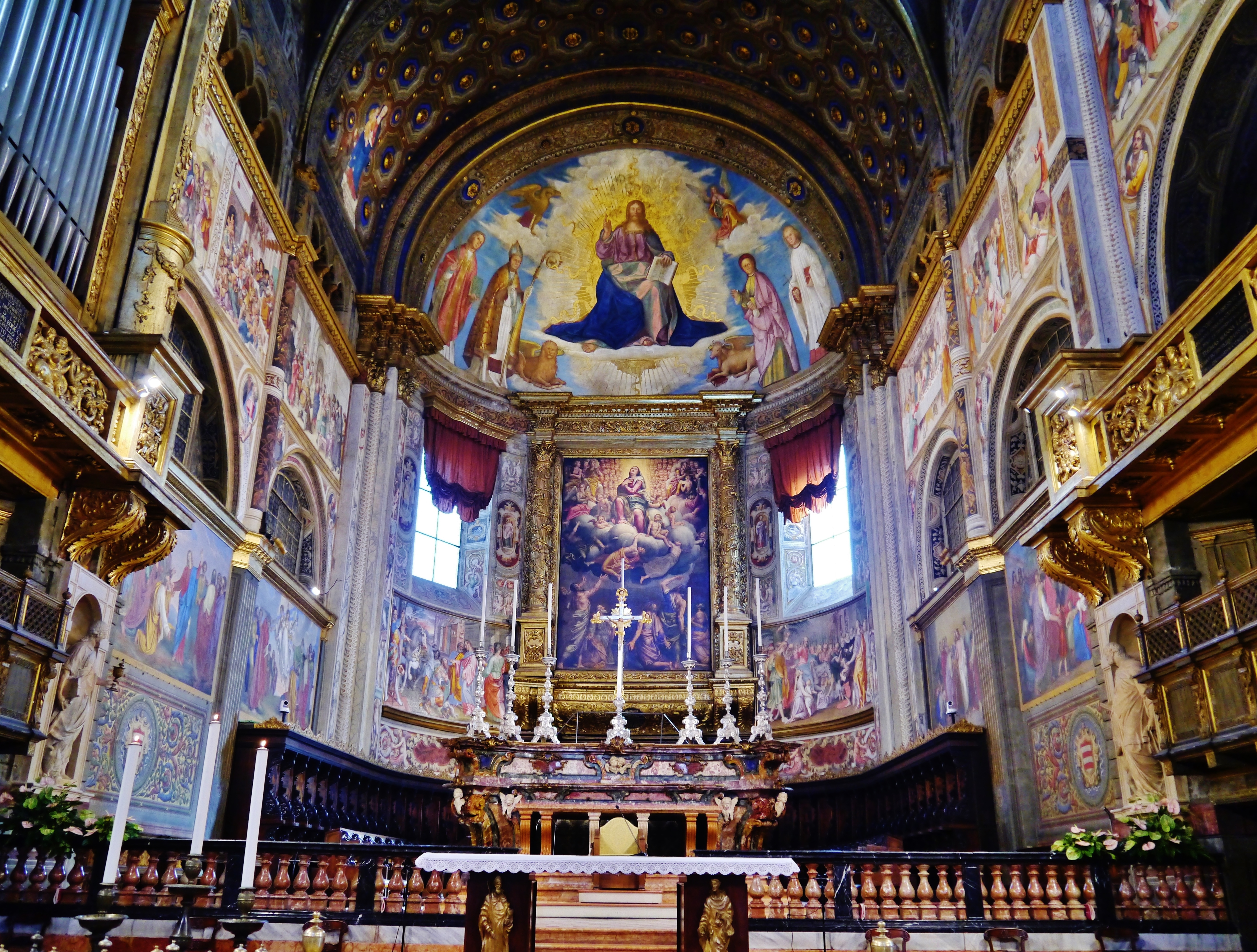
Interiér a výzdoba katedrály.

Interiér obsahuje významná umělecká díla. Nejstarší jsou fresky Příběhy Abrahama, Izáka, Jakoba a Josefa na klenbách transeptu z přelomu 14. a 15. století. Hlavní loď je zdobena freskami od Boccaccia Boccaccina, Giovani Francesca Bemba, Altobella Meloneho a Girolama Romanina. V kryptě je uchovávána urna sv. Marcellina a Petra vytvořená Benedettem Brioscem (1506-1513). Chór je dřevěný, vykládaný platinou (1482-1490), a dobový oltářní kříž, v severním transeptu, je ze stříbra a zlata od Ambrogia Pozziho a Agostina Sacchiho (1478).